# اسنکما ام۸۸
اسنکما ام۸۸ یک موتور توربوفن فرانسوی و دارای پس‌سوز است که توسط موتورهای هواگرد سافران برای داسو رافال شده‌است. 

## کاربردها
- داسو رافال

## مشخصات (ام۸۸-۲)
Data from Safran Aircraft Engines

#### خصوصیات کلی
- نوع: توربوفن با پس سوز
- طول: ۳۵۳٫۸ سانتیمتر (۱۳۹٫۳ اینچ)
- قطر: ۶۹٫۶ سانتیمتر (۲۷٫۴ اینچ)
- وزن خشک: ۸۹۷ کیلوگرم (۱٬۹۷۸ پوند)

#### اجزا
- کمپرسور: Axial, 3-stage LP, 6-stage HP
- Combustors: حلقوی
- توربین: ۱ مرحله پر فشار و ۱ مرحله کم فشار

#### عملکرد
- Maximum رانش: ۵۰ کیلونیوتن (۱۱٬۲۰۰ پوند-نیرو) and ۷۵ کیلونیوتن (۱۶٬۹۰۰ پوند-نیرو) (with afterburner)
- نسبت فشار کلی: 24.5:1
- نسبت کنار گذر: 0.3:1
- جریان جرمی هوا: ۶۵ kg/s (143 lb/s)
- دمای داخلی توربین: ۱٬۸۵۰ کلوین (۱٬۵۸۰ درجه سلسیوس)
- مصرف سوخت: ۳٬۹۷۷ kg/h and 12,695 kg/h (with afterburner)
- مصرف سوخت یژه برخاست: ۲۲٫۱۴ g/kNs and 47.11 g/kNs (with afterburner)
- نسبت نیرو به وزن: 5.68:1 (dry) and 8.52:1 (with afterburner)